# 1997 no jornalismo
Nesta página encontrará referências aos acontecimentos directamente relacionados com o jornalismo ocorridos durante o ano de 1997.

## Eventos
- 23 de Novembro — Publicação na internet do jornal diário de economia e finanças português "Jornal de Negócios", que no ano seguinte teria também a sua publicação impressa.

## Nascimentos
| Data | Nome | Profissão | Nacionalidade | Observações | Ref |
| ---- | ---- | --------- | ------------- | ----------- | --- |

## Mortes
| Data           | Nome                     | Profissão                                 | Nacionalidade | Observações | Ref |
| -------------- | ------------------------ | ----------------------------------------- | ------------- | ----------- | --- |
| 4 de fevereiro | Paulo Francis            | jornalista, crítico de teatro e escritor  | Brasil        | n. 1930     |     |
| 9 de março     | Jean-Dominique Bauby     | jornalista                                | França        | n. 1952     |     |
| 2 de julho     | Dórdio Guimarães         | poeta, cineasta, ficcionista e jornalista | Portugal      | n. 1938     |     |
| 18 de novembro | Zózimo Barrozo do Amaral | jornalista                                | Brasil        | n. 1941     |     |